# Podocarpus thevetiifolius
Podocarpus thevetiifolius — вид хвойних дерев родини Podocarpaceae. Батьківщиною цього виду є зх. Нова Гвінея.